# Amfora

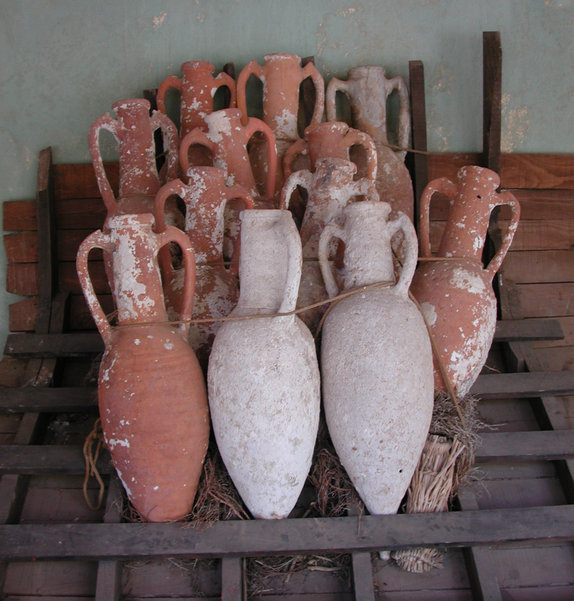
Amforor.

Amfora är ett tvåörat kärl, vanligen av lera men ibland av metall. Det användes av antikens greker och romare till förvaring av olja och vin med mera, liksom även till gravurna. Bland de olika formerna bör särskilt den attiska från 400-talet f.Kr. nämnas. Den var ovalformig, något vidare ovanför mitten och hastigt avsmalnande mot halsen samt prydd med figurer. Dylika amforor med olja utgjorde segerpris vid de panateneiska festtävlingarna. Den avlånga romerska vinamforan, av vilka många har påträffats bland annat i Pompeji, var spetsig nedtill och lutades därför mot väggen eller grävdes ned ett stycke i marken. Såsom mått motsvarade en romersk amfora omkring 26 liter.
I forntidens Egypten gjordes amforor av alabaster för förvaring av balsam och smörjelser.

## Etymologi
Ordet amfora finns i svensk skrift sedan 1871. Det kommer från grekiskans amphora med samma betydelse. Det ordet är bildat av amphi- ('dubbel') och pherein- ('bära). Ordet har via latin och lågtyska även lånats in i svenskan som ämbar; även ampull (med betydelsen 'liten flaska') har samma ordursprung.

## Bildgalleri

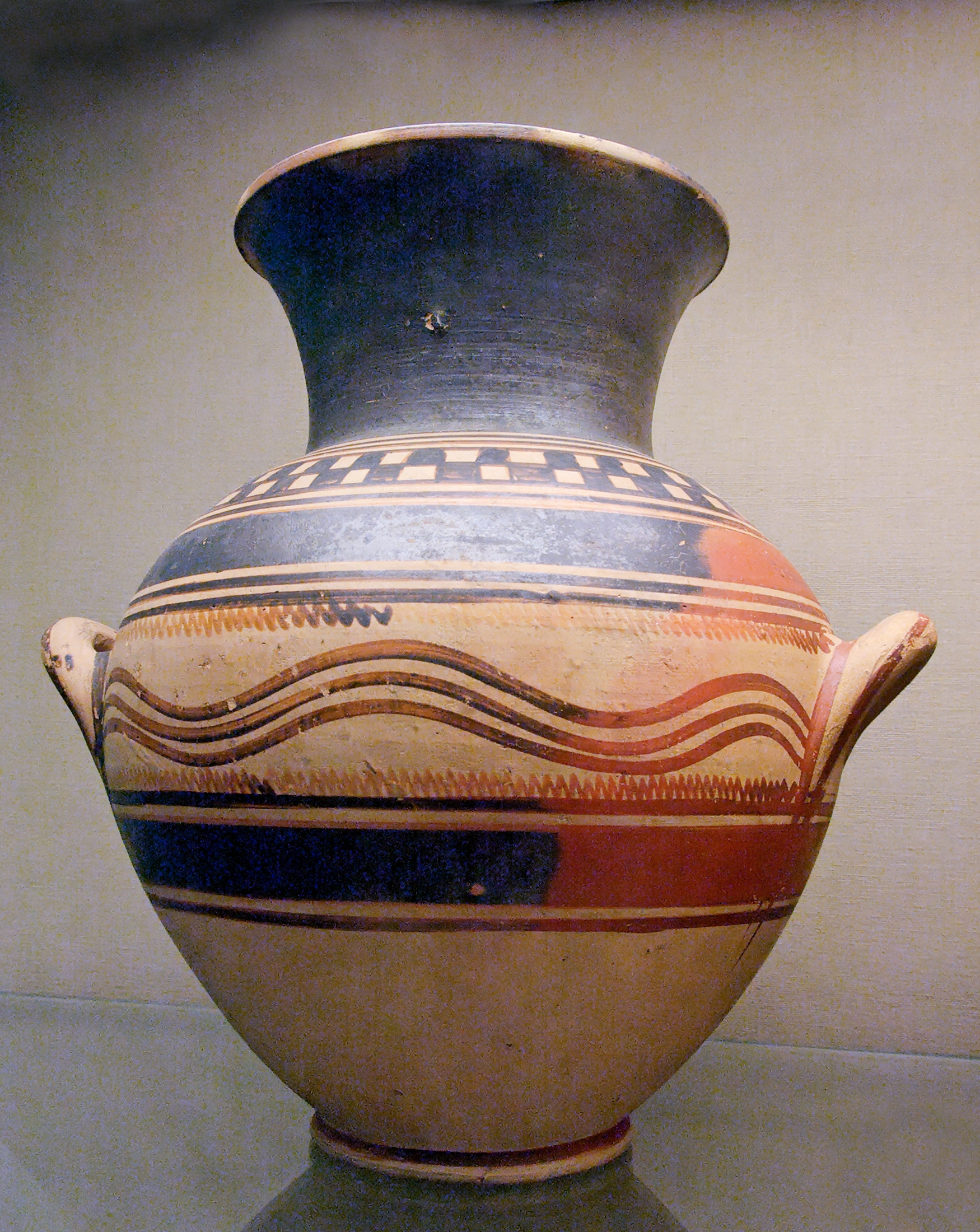
Terrakottaamfora i protogeometrisk stil, troligen från Aten, 950–900 f.Kr.
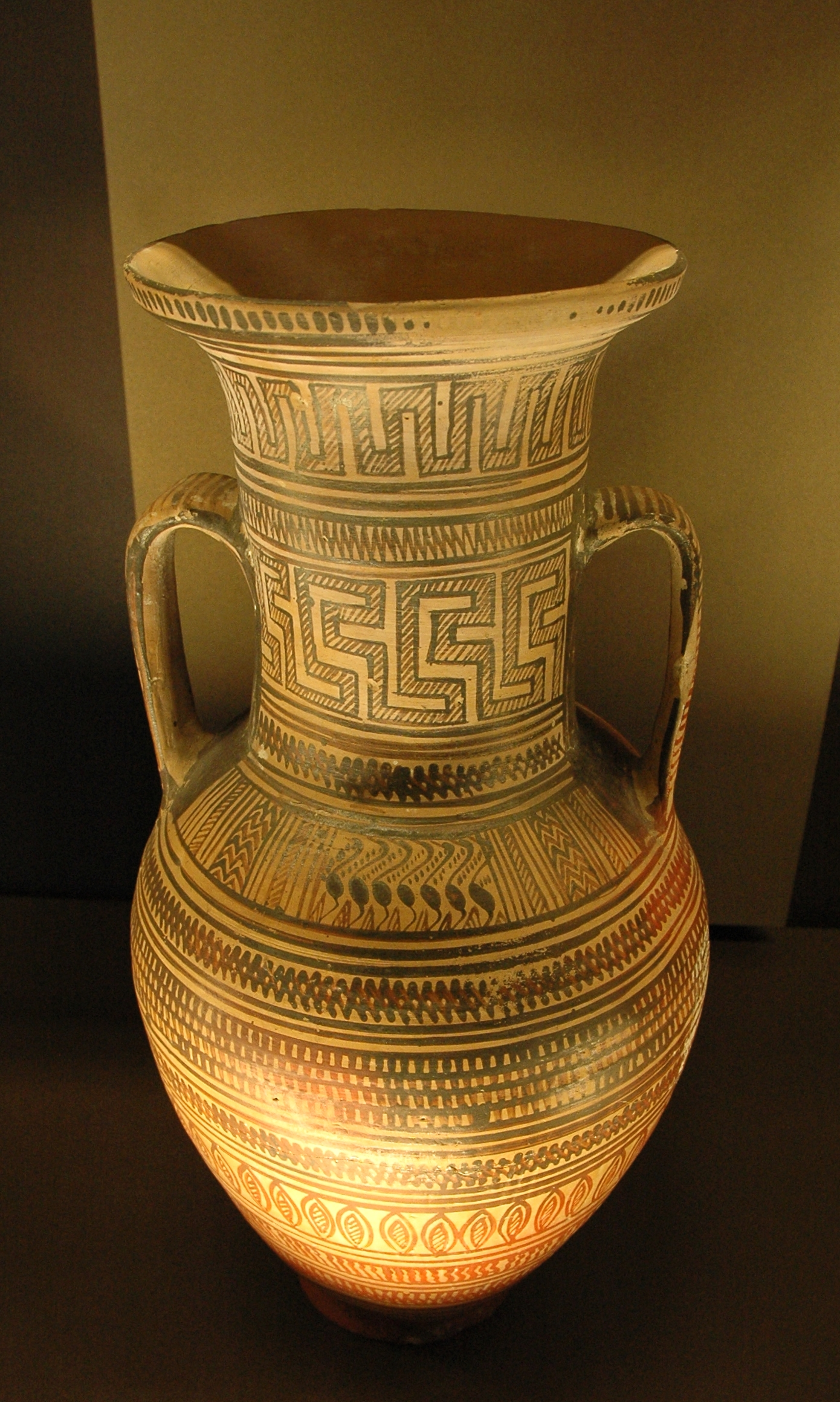
Attisk amfora i sengeometrisk stil, omkring 720-700 f.Kr.
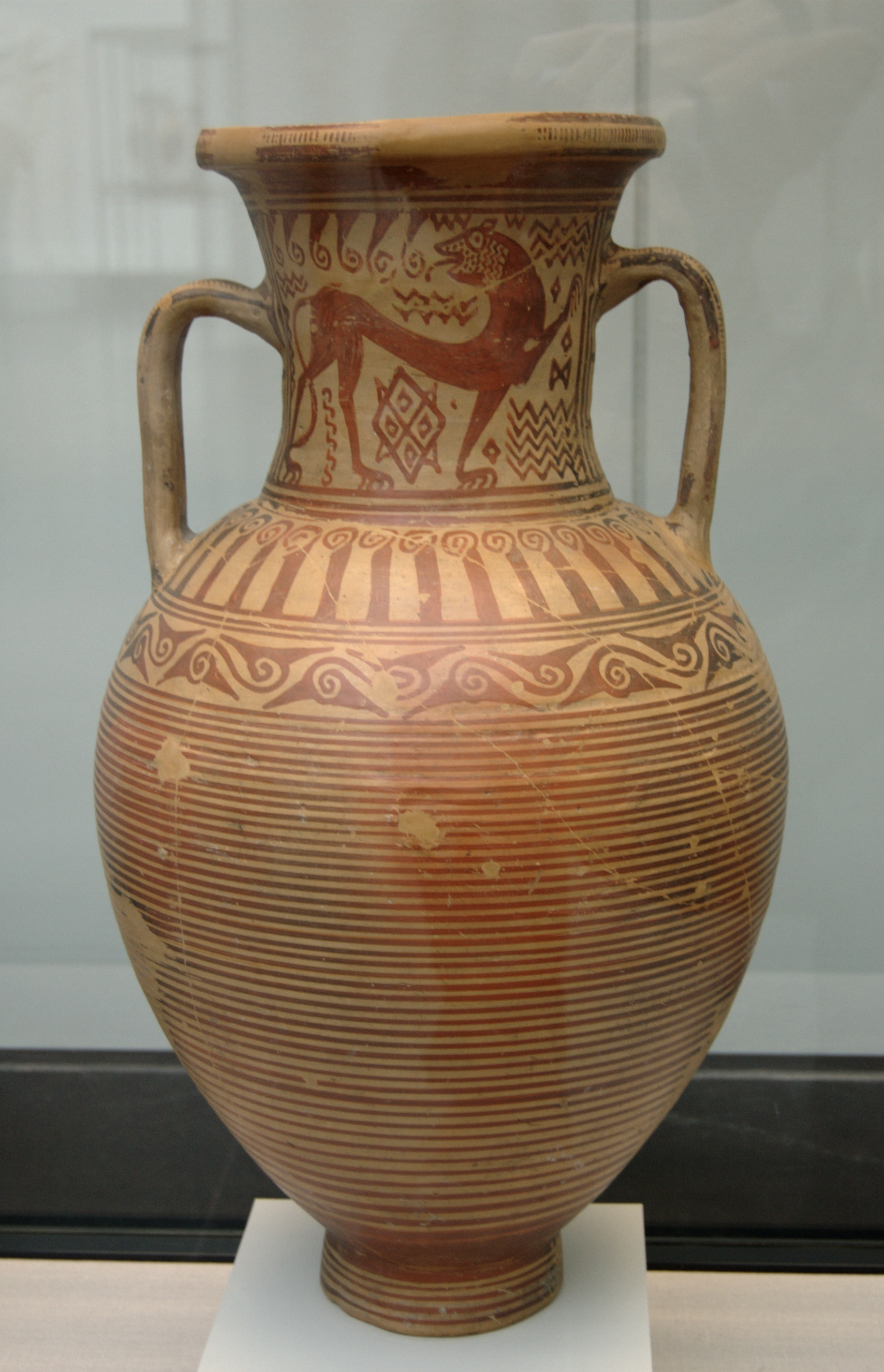
Attisk amfora i orientaliserande stil, omkring 700 f.Kr.
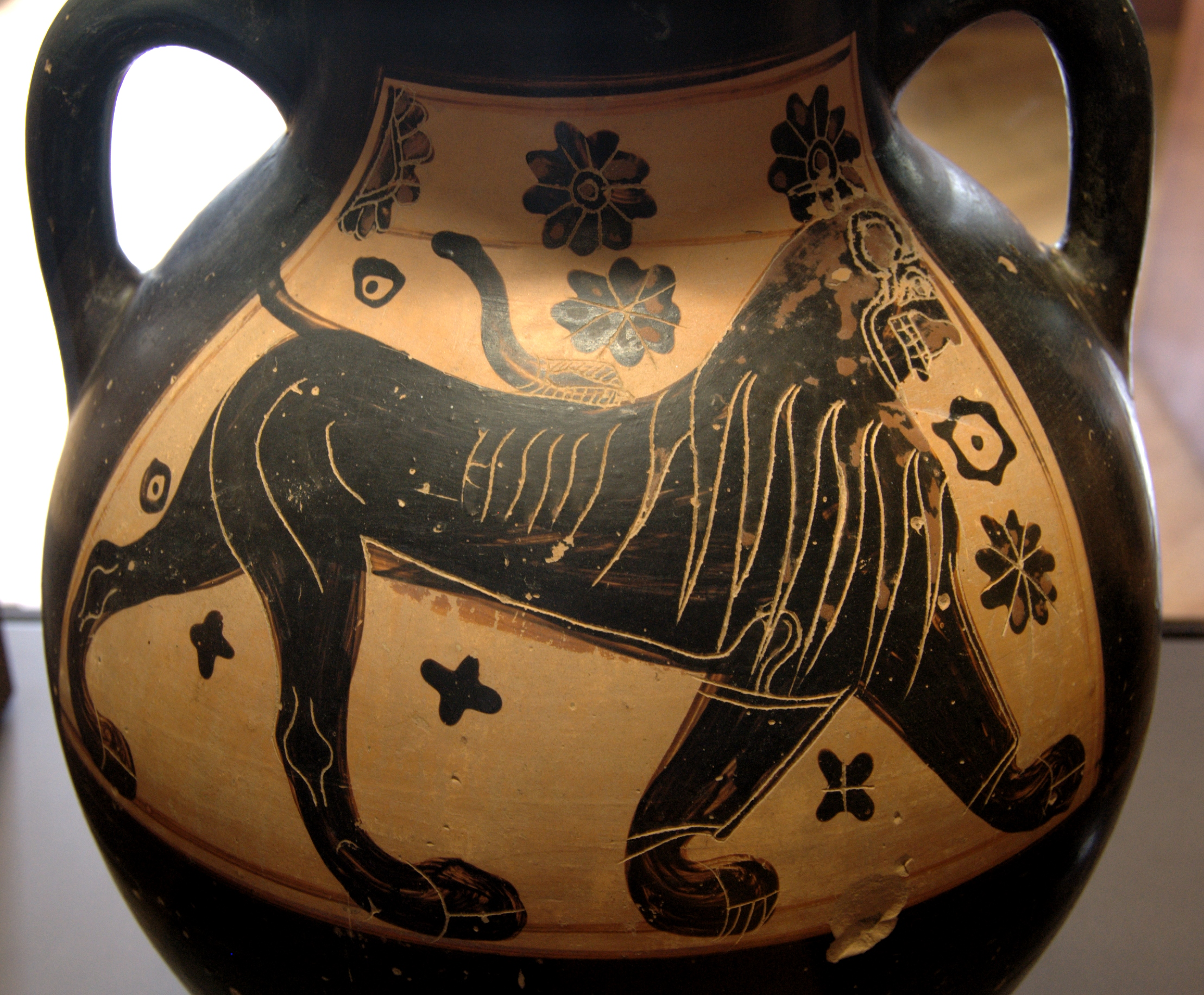
Grekisk amfora i svartfigurig stil med skildring av ett lejon, ca 600–575 f.Kr.
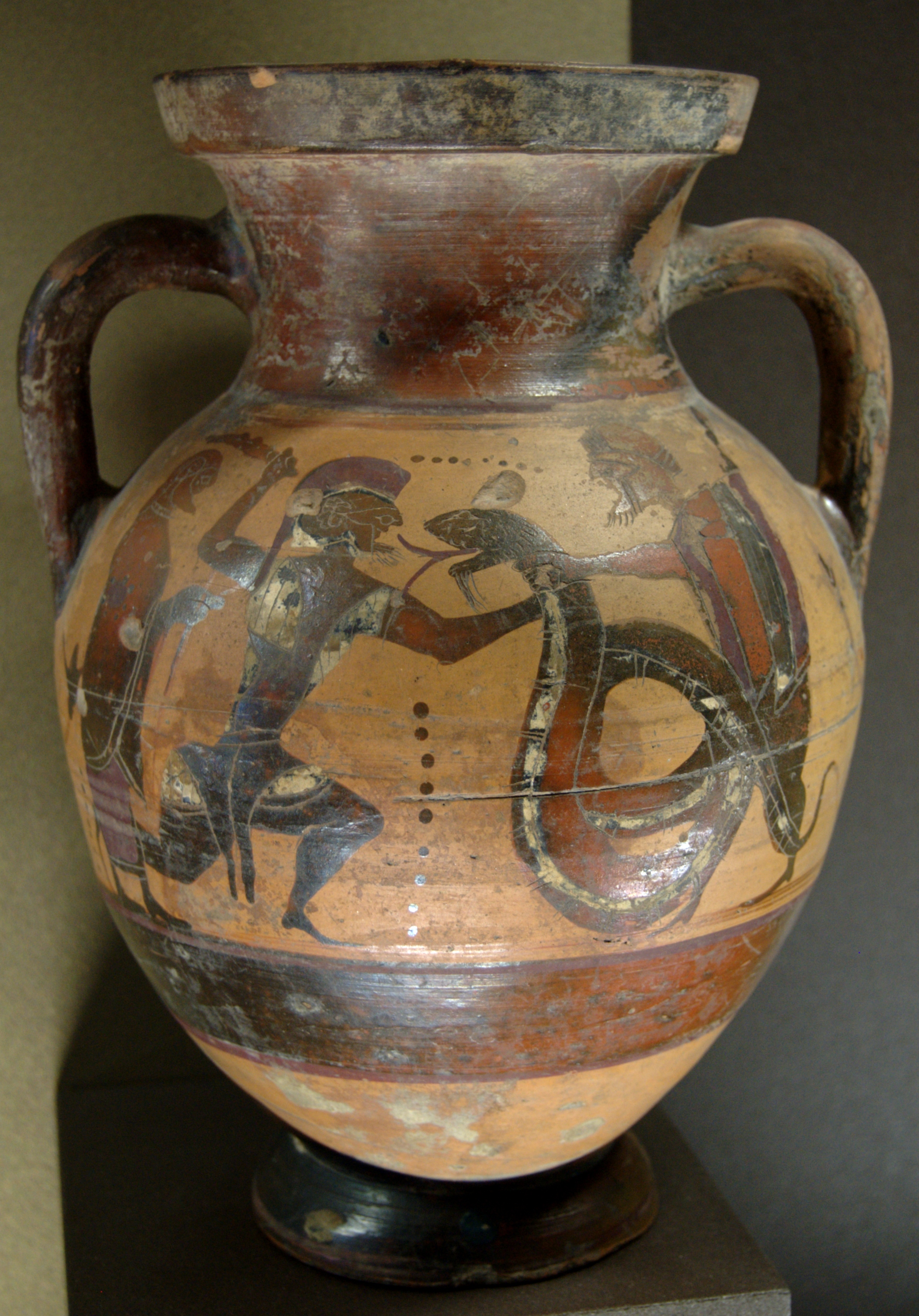
Kadmos slåss mot en drake, amfora i svartfigurig stil, Euboea, omkring 560–550 f.Kr.
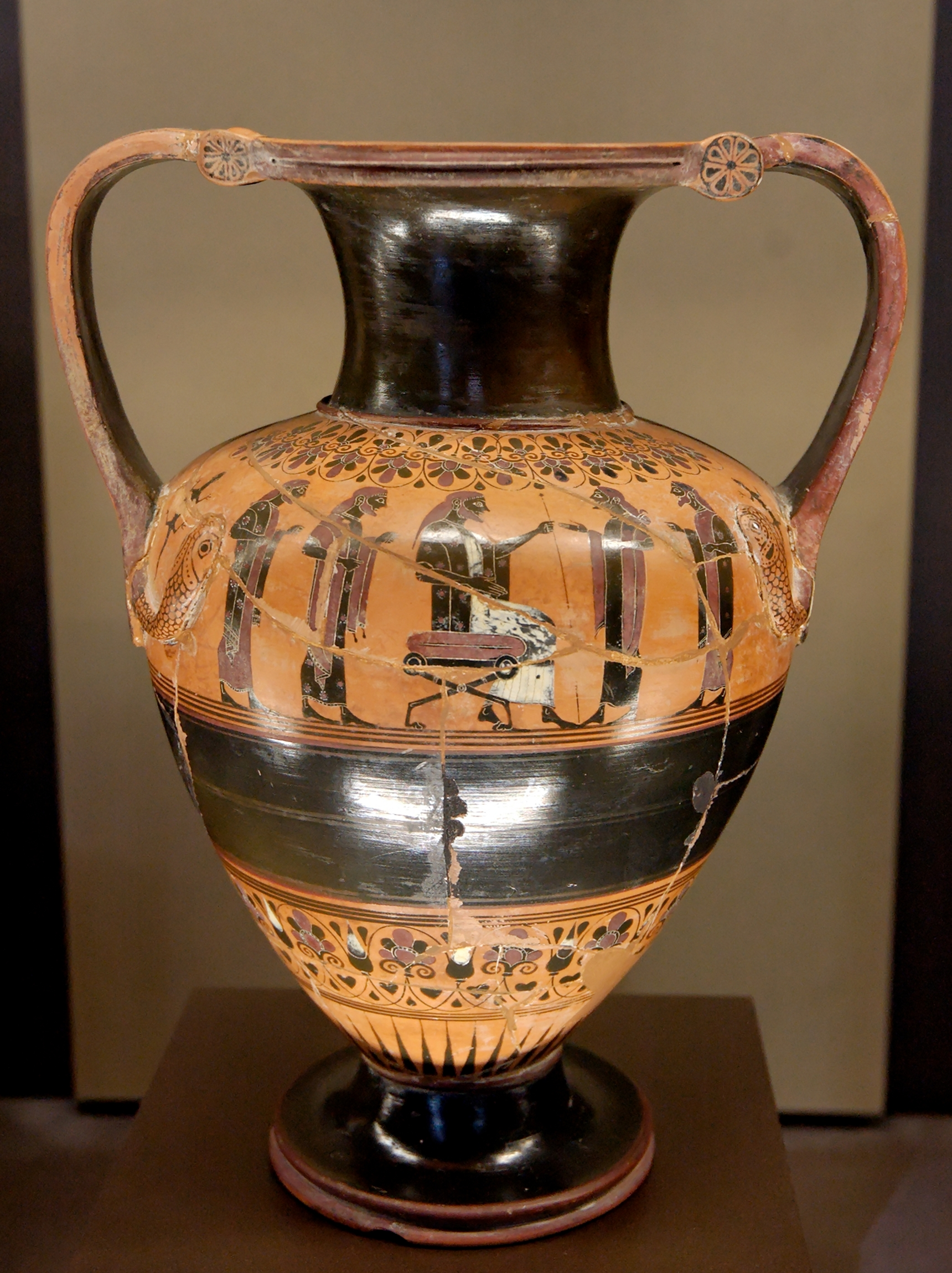
Nikosthenisk amfora, med en skildring av en kung på tronen, omkring 530 f.Kr.
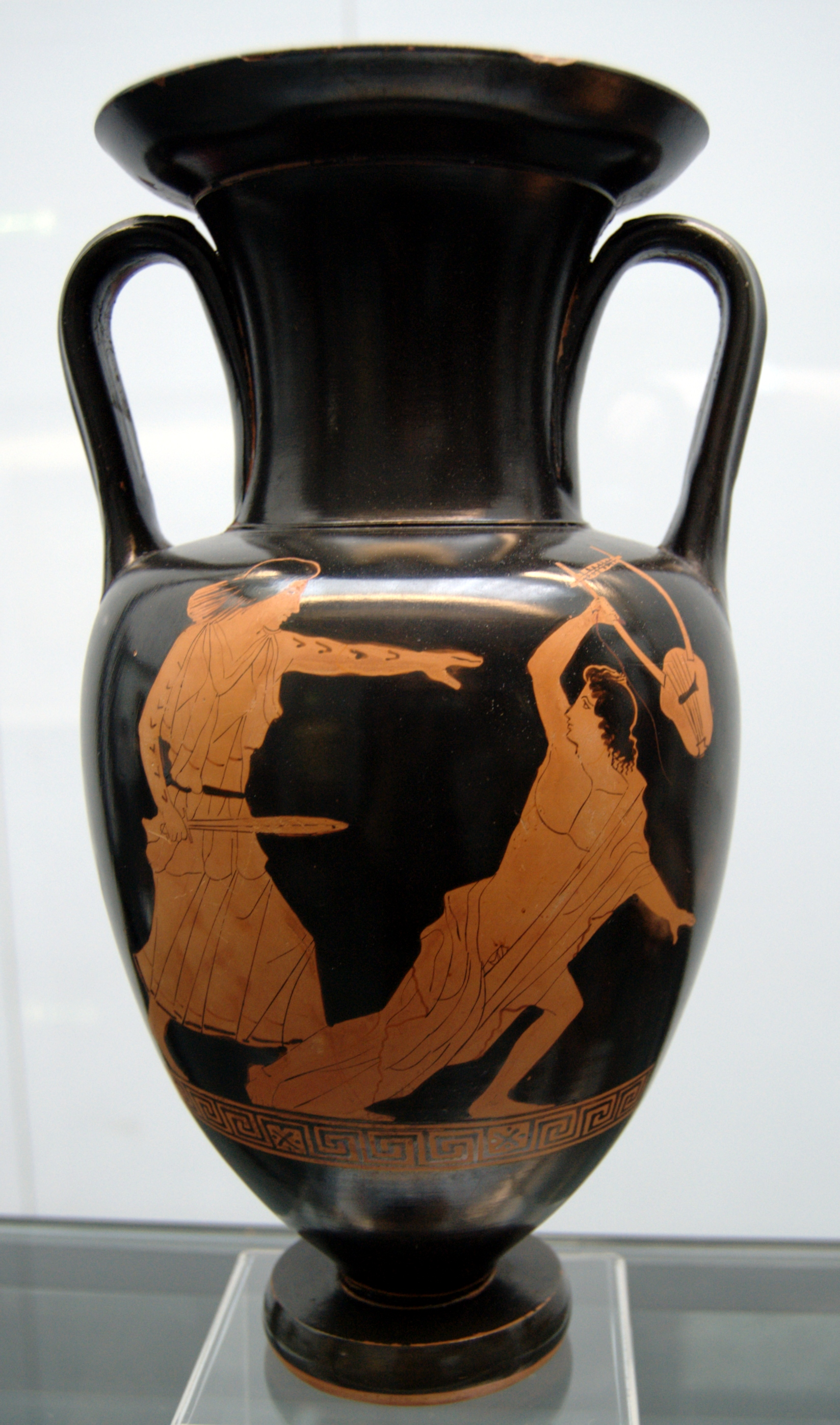
Nolenisk rödfigurig amfora med skildring av Orfeus död, omkring 440 f.Kr.
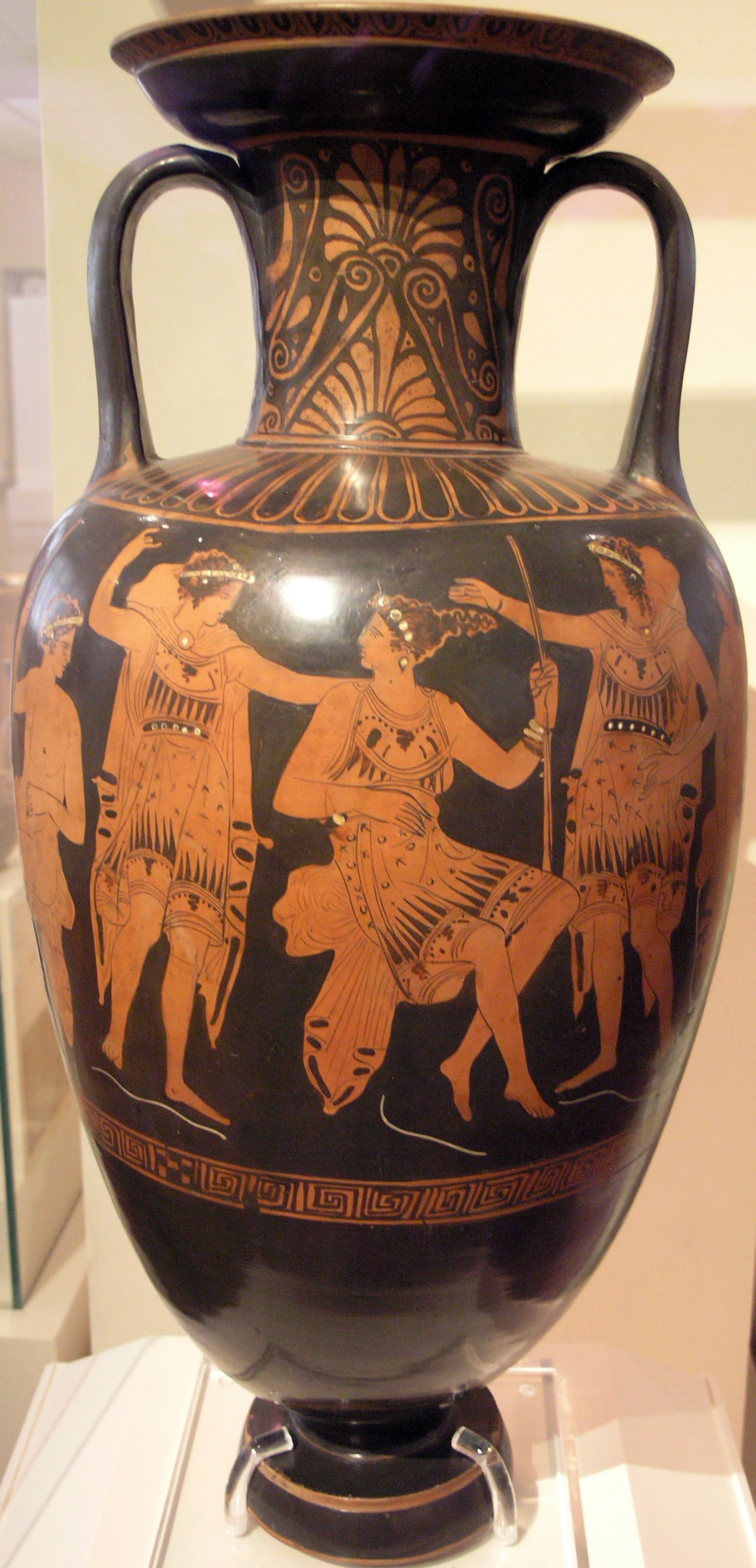
Attisk rödfigurig amfora som skildrar en krigsscen, omkring 400-375 f.Kr.
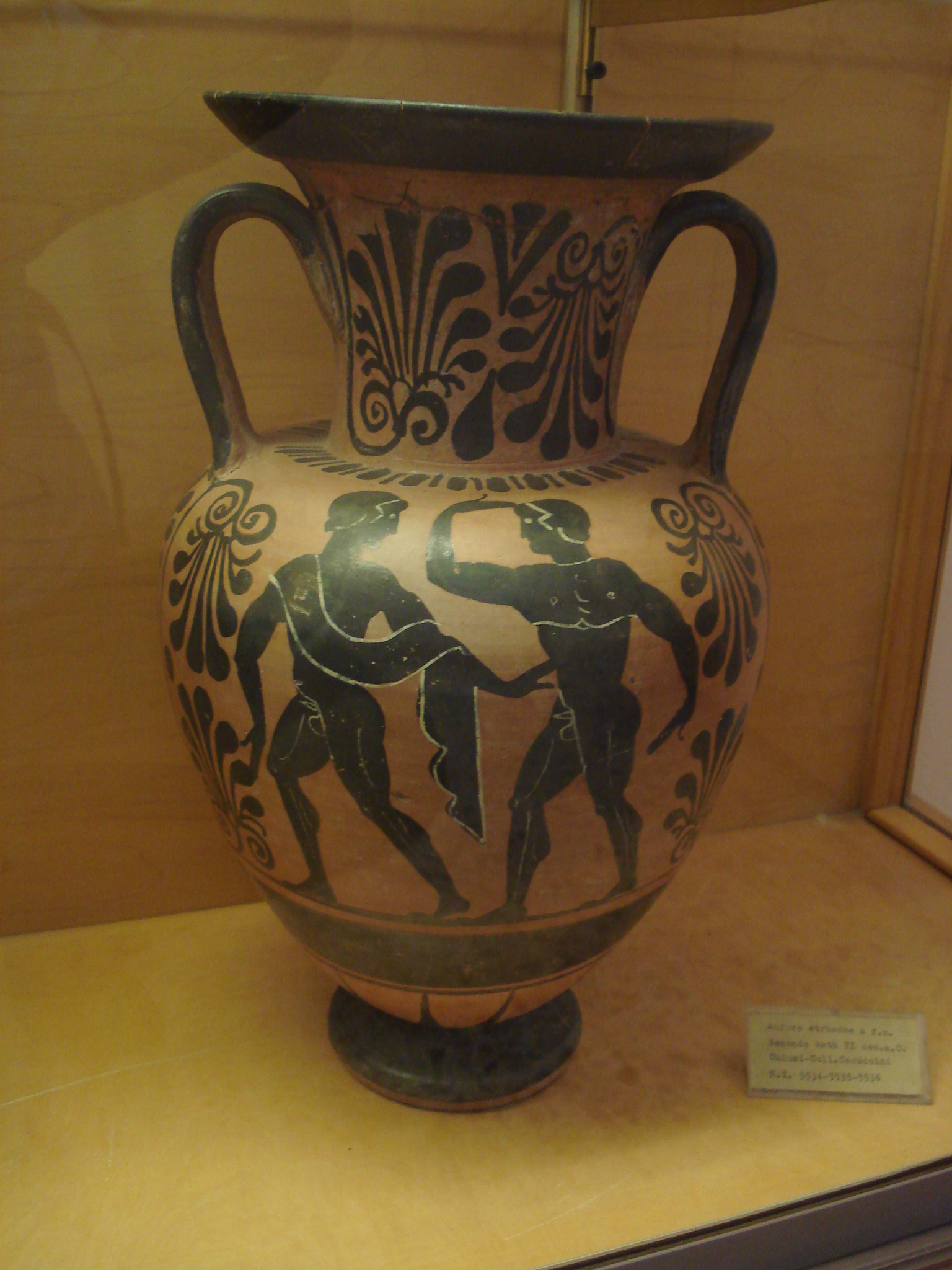
Etruskisk amfora från omkring fjärde århundradet f.Kr.
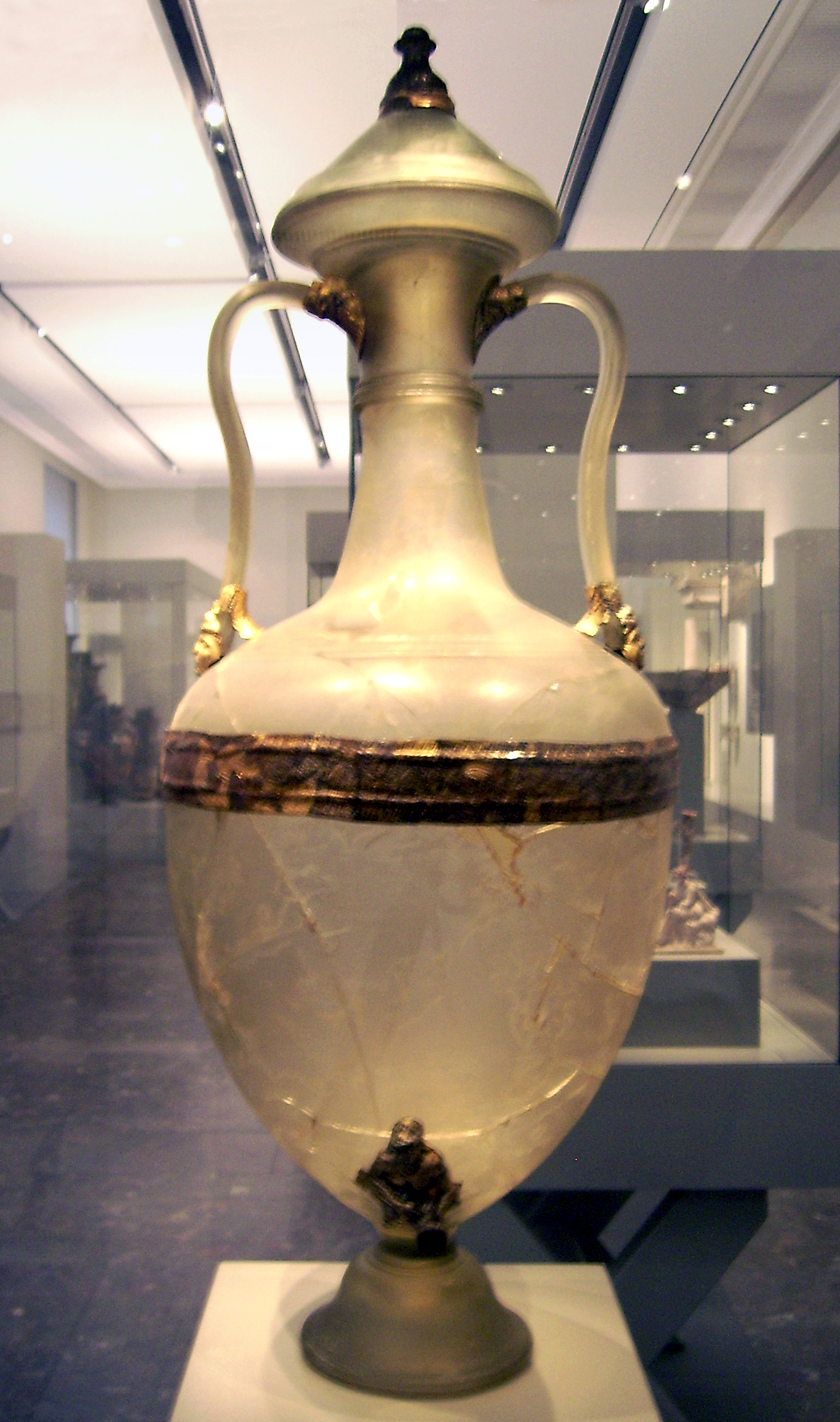
Hellensk amfora av glas från Olbia, andra århundradet f.Kr.
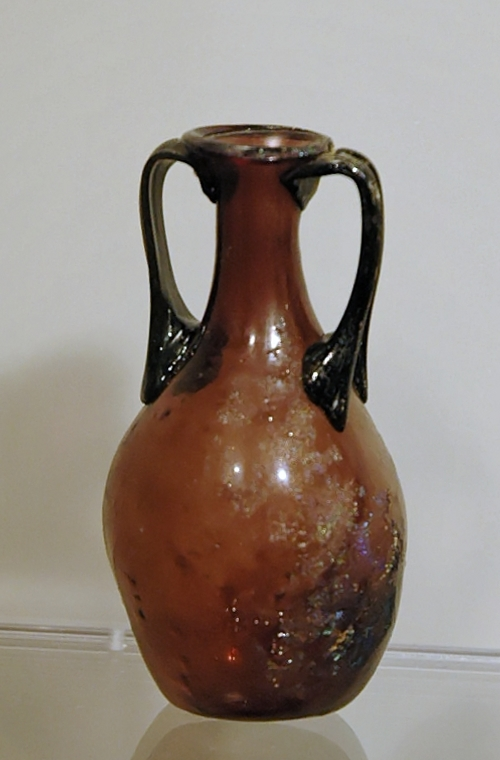
Romersk amforaformad balsamarium i purpurfärgat glas, första eller andra århundradet f.Kr.
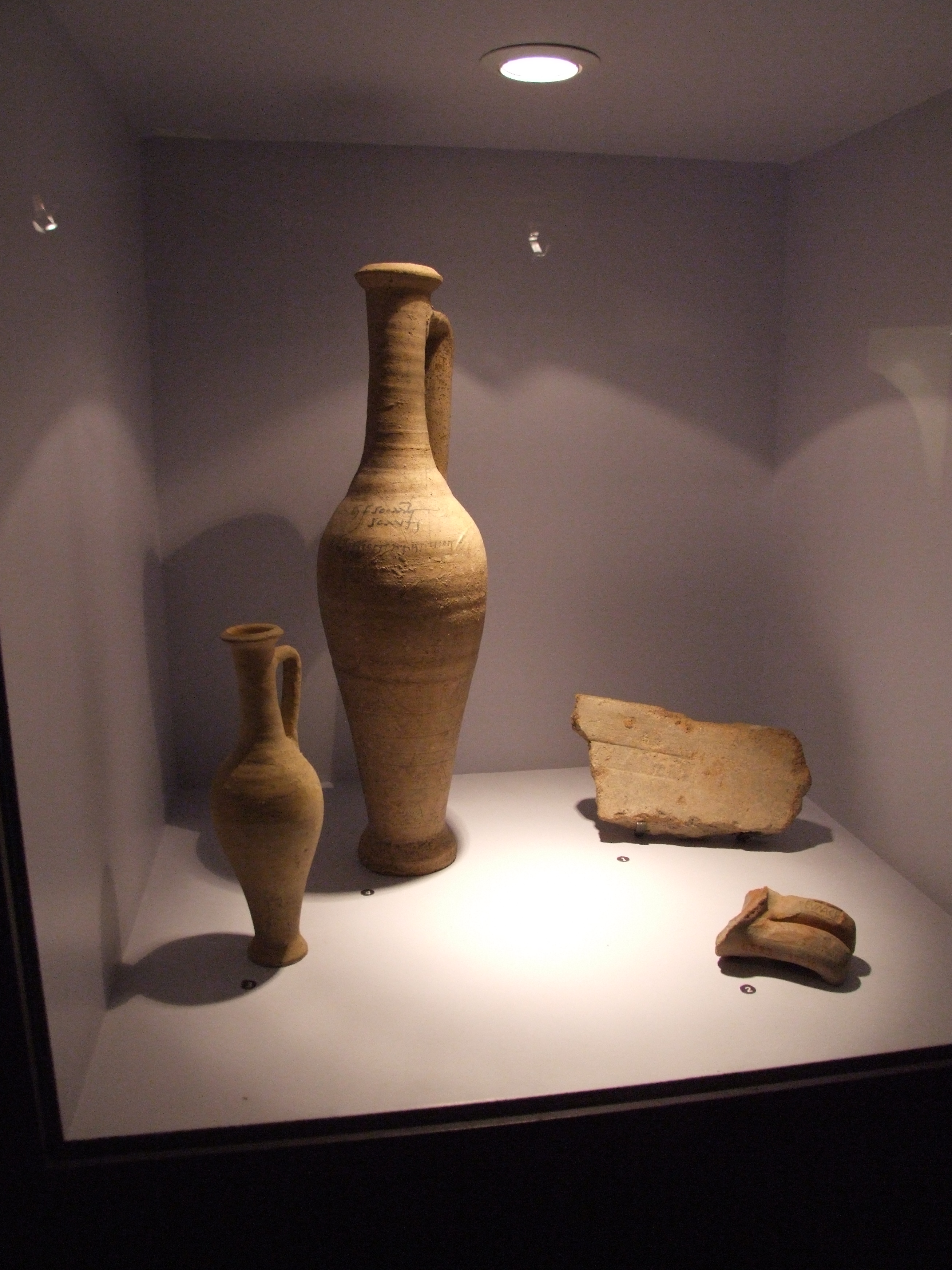
Romersk Garum-Amfora, Pompeji
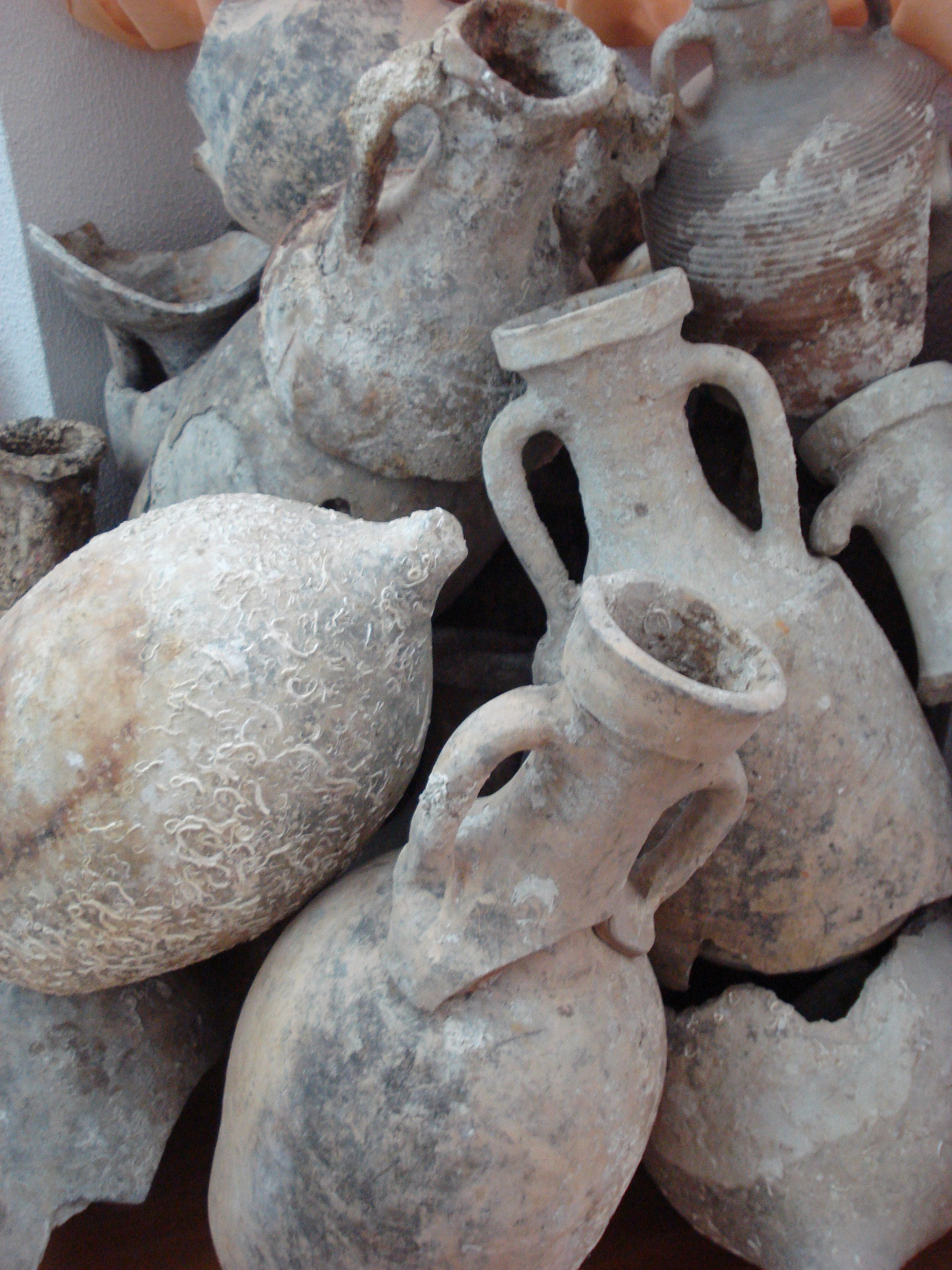
Amforor i museum i Makarska, Kroatien